# Политическая корректность
Полити́ческая корре́ктность, политкорре́ктность (англ. political correctness) — термин для языковых практик, предназначенных для того, чтобы не оскорблять или иным образом не ставить в неудобное положение уязвимые группы людей (национальные меньшинства, ЛГБТ, инвалидов и так далее) и не провоцировать конфликтов.
Термин иногда используется как пейоратив, при этом подразумевается, что обсуждаемые практики являются избыточными или необоснованными. В то же время, напротив, распространена идея о необходимости политкорректного общения для создания комфортной социальной среды. Начиная с 1980-х годов, «политическая корректность» также может означать использование «инклюзивного языка» и избегание слов и действий, оскорбляющих отдельные группы населения.

## История
Фраза появилась в 1970-х годах и на протяжении 1970—1980-х годов использовалась левыми для самокритической иронии, она не подразумевала серьёзное политическое понятие. Фраза была своеобразной шуткой для посвящённых и применялась в отношении тех, кто излишне строго придерживался общепринятых практик.
Современное пейоративное использование фразы «политическая корректность» появилось в рамках консервативной критики Новых левых в конце XX века. Такое использование было популяризовано несколькими статьями в The New York Times и других СМИ в 1990-х. Оно распространилось во время общественных дискуссий по поводу книги Алана Блума «Закрытие американского разума» (1987). В 1990-х термин широко использовался в «культурных войнах» между американскими либералами и консерваторами.

## Критика термина
По мнению критиков, консерваторы используют термин «политическая корректность», чтобы отвлечь внимание от дискриминации по отношению к уязвимым группам населения. Также утверждается, что правые и сами продвигают терминологические изменения, аналогичные тому, что критикуется ими как «политическая корректность», но уже с целью подавления критики их идеологии.